# Prugasti dupin
Prugasti dupin (lat. Stenella coeruleoalba) je vrsta dupina, koji se nalazi u umjerenim i tropskim vodama svih svjetskih oceana. Član je porodice Delphinidae.
Prugasti dupin ima sličnu veličinu i oblik kao i nekoliko drugih dupina, koji nastanjuju vode kao i on (Stenella attenuata, Stenella frontalis i Stenella clymene). Međutim njegova boja je vrlo različita i čini ga relativno lako uočljivim. U donjem dijelu tijela je plave, bijele ili ružičaste boje. Ima jednu ili dvije crne pruge koje okružuju oči, a zatim idu preko leđa, do peraja. Postoje još dvije crne pruge koje idu iza uha - jedna je kratka i završava tik iznad peraja. Druga je duža i ide do ispod trbuha, sve do repa.
Pri rođenju, teže oko 10 kg i dugi su do jednog metra. U odrasloj dobi narastu do 2,4 m (ženke) ili 2,6 m (mužjaci) i teže 150 kg (ženke) ili 160 kg (mužjaci). Istraživanja pokazuju, da je seksualna zrelost dobi od 7-9 godina na Pacifiku, a u dobi od 12 godina na Mediteranu. Životni vijek je oko 55 do 60 godina. Trudnoća traje oko 12 mjeseci, a oko tri ili četiri godine prođe između dvije trudnoće.
Prugasti dupin voli umjerene ili tropske vode daleko od obale. U velikom broju živi u Sjevernom i Južnom Atlantiku, na Mediteranu, u Meksičkom zaljevu, Indijskom oceanu i Tihom oceanu. Pronađen je u vodama pri rasponu temperatura od 10 do 26 °C, a najčešće od 18 do 22 °C. Vjeruje se, da ih ima oko 2 milijuna primjeraka.
Japanci love prugastog dupina u zapadnom Pacifiku barem od 1940. Jedno vrijeme lovili su od 8,000 do 9,000 dupina svake godine, s rekordom od 21,000 godišnje. Od 1980.-ih, nakon uvođenja kvota, taj broj je pao na oko 1,000 ubijenih godišnje. Konzervatori su zabrinuti za mediteransku populacije prugastih dupina, kojima prijete zagađenje, bolesti, brodarske linije i slučajni ulovi u ribarske mreže.
Prugasti dupin ne može preživjeti u zatočeništvu duže od dva tjedna, zbog neuspjele prehrane.
Odrasli dupini jedu ribu, lignje, hobotnice, kozice, rakovi i dr.

## Vanjske poveznice
Ostali projekti
|  | Zajednički poslužitelj ima još gradiva o temi Prugasti dupin |
|  | Wikivrste imaju podatke o taksonu Prugasti dupin             |